# Battaglia di Faenza (1797)
La battaglia di Faenza fu uno scontro avvenuto il 2 febbraio 1797 sul fiume Senio fra le milizie pontificie del generale Colli e l'esercito di Napoleone, guidato da Victor. La vittoria costrinse la Santa Sede alla trattativa per ottenere la cessazione delle ostilità.

## Antefatti
Nel gennaio del 1797 le truppe austriache tentarono per l'ultima volta di liberare la città di Mantova dall'assedio francese: vennero sconfitti in rapida successione sia a Rivoli sia a La Favorita.
Mentre le truppe di Sérurier proseguivano nell'assedio della città, ormai destinata a cadere, Napoleone decise di occuparsi del Papa, le cui ingerenze nella politica italiana e la cui ostilità nei confronti dei francesi erano poco gradite.
Il generale prese con sé circa 9 000 uomini e li affidò ai generali Victor e Lannes (quest'ultimo guidava una riserva di granatieri) ed iniziò a scendere nella penisola in direzione di Roma.

## La battaglia
Il 2 febbraio, Victor avvistò le truppe di Colli sul fiume Senio a Castel Bolognese, vicino a Faenza. L'artiglieria pontificia iniziò a bersagliare i francesi, infliggendo diverse perdite. L'armata di Victor lanciò un assalto sul Senio, disperdendo le forze di fanteria e cavalleria pontificie e catturando 14 cannoni.

## Conseguenze
Il bilancio fu di circa 100 tra uccisi e feriti tra le file dei francesi e di circa 800 tra le file dei papali, a cui si aggiungevano quasi 1200 prigionieri.
I francesi proseguirono nella marcia verso sud: il 9 febbraio una guarnigione di 1 200 uomini e 120 cannoni si arrese agli uomini di Victor ad Ancona senza che vi fosse un caduto tra le file francesi.
Il Papa si arrese alla manifesta superiorità dei militari repubblicani e firmò un trattato di pace a Tolentino: i nuovi territori conquistati dai francesi furono annessi alla Repubblica Cispadana. Inoltre, il pontefice fu costretto a consegnare 500 opere d'arte e a pagare un'indennità di 30 milioni di franchi.

## Nella letteratura
La sconfitta dell'esercito pontificio venne giudicata ingloriosa da un rivoluzionario come Francesco Saverio Salfi, che dedicò all'evento una pantomima satirica; venne tuttavia registrata con sarcasmo anche da un reazionario come il conte Monaldo Leopardi e, anni dopo, da Giacomo Leopardi.
Si riporta il resoconto della battaglia nelle memorie di Monaldo Leopardi, padre di Giacomo:
(Monaldo Leopardi, "Autobiografie",1833)
Commentò lo storico Giustino Filippone-Thaulero: "si rise, e per molto tempo, sulla resistenza dell'esercito pontificio e forse troppo, e con non molta ragione".